# Diocesi di Mariamme
La diocesi di Mariamme (in latino Dioecesis Mariammitana) è una sede soppressa del patriarcato di Antiochia e sede titolare della Chiesa cattolica.

## Storia
Mariamme fu una sede vescovile della provincia romana della Siria Seconda Salutare nella diocesi civile di Oriente. Faceva parte del patriarcato di Antiochia ed era suffraganea dell'arcidiocesi di Apamea, come attestato in una Notitia episcopatuum del VI secolo.
Sono quattro i vescovi che Le Quien attribuisce a questa antica diocesi. Paolo si fece rappresentare al concilio di Calcedonia nel 451 da Eusebio di Seleucobelo. Magno sottoscrisse nel 458 la lettera dei vescovi della Siria Seconda all'imperatore Leone I dopo la morte di Proterio di Alessandria. Nel 518 il vescovo Ciro sottoscrisse una lettera sinodale contro Severo di Antiochia e il partito monofisita; lo stesso Ciro è documentato da un'iscrizione, datata al 493. Eterio infine sottoscrisse la professione di fede dei vescovi della provincia all'imperatore Giustiniano I e a papa Agapito I; in precedenza aveva partecipato al sinodo di Costantinopoli convocato dal patriarca Mena.
Durante l'epoca delle Crociate, l'antica Mariamme fu per un breve periodo occupata dagli eserciti occidentali. Nel tentativo di ripristinare le antiche sedi bizantine, è probabile che anche la sede di Mariamme sia stata restaurata ed unita a Rafanea.
Dal XV secolo Mariamme è annoverata tra le sedi vescovili titolari della Chiesa cattolica; la sede è vacante dal 14 aprile 2021.
Eubel menziona la sede Murianensis o Maurianensis, che Moroni identifica con Mariamme.

## Cronotassi

### Vescovi greci
- Paolo † (menzionato nel 451)
- Magno † (menzionato nel 458)
- Ciro † (prima del 493 - dopo il 518)
- Eterio † (menzionato nel 536)

### Vescovi titolari
- Federico † (? - ? deceduto)
- Dionigi della Croce, O.F.M. † (3 aprile 1415 - ? deceduto)
- Durando Sapelli, O.F.M. † (6 novembre 1450 - ?)
- Jacques, O.E.S.A. † (22 marzo 1451 - ?)
- Martín Rucker Sotomayor † (13 marzo 1923 - 14 dicembre 1925 nominato vescovo di Chillán)
- Denis Joseph O'Connell † (15 gennaio 1926 - 1º gennaio 1927 deceduto)
- Franciszek Lisowski † (20 luglio 1928 - 27 gennaio 1933 nominato vescovo di Tarnów)
- Józef Gawlina † (15 febbraio 1933 - 29 novembre 1952 nominato arcivescovo titolare di Madito)
- Georges Désiré Raeymaeckers, O.Praem. † (4 febbraio 1953 - 10 novembre 1959 nominato vescovo di Buta)
- Čėslaŭ Sipovič, M.I.C. † (2 luglio 1960 - 4 ottobre 1981 deceduto)
- Vladimir Ladislas Tarasevitch, O.S.B. † (1º luglio 1983 - 2 gennaio 1986 deceduto)
- Claudiu-Lucian Pop (21 novembre 2011 - 14 aprile 2021 nominato eparca di Cluj-Gherla)